# آق تپه ۲
آق تپه ۲ در شهرستان کمیجان، بخش میلاجرد، دهستان میلاجرد، روستای نهر پشته واقع شده و این اثر در تاریخ ۱۸ اسفند ۱۳۸۷ با شمارهٔ ثبت ۲۵۰۵۶ به‌عنوان یکی از آثار ملی ایران به ثبت رسیده است.